# Epeus glorius
Epeus glorius là một loài nhện trong họ Salticidae.
Loài này thuộc chi Epeus. Epeus glorius được Marek Żabka miêu tả năm 1985.